# Xargon: The Mystery of the Blue Builders - Beyond Reality
Xargon: The Mystery of the Blue Builders - Beyond Reality ou Xargon 1: Beyond Reality sur le disque est un jeu vidéo de plates-formes sur DOS sorti en 1994 tiré de la compilation nommée Xargon sortie un an plus tôt, c'est le premier de la série des Xargon.

## Synopsis
Le joueur suit les aventures de Mr. Havershim dans un monde inconnu peuplé de mystérieuse créature, contre le mal incarné par Xargon.

## Développement
Le jeu est sorti à la base en 1993 dans la compilation nommée Xargon et a été réédité en 1994 comme les deux autres opus par B&N Companies.